# San Miguel (Argentyna)
San Miguel – miasto w Argentynie, położone we wschodniej części prowincji Buenos Aires.

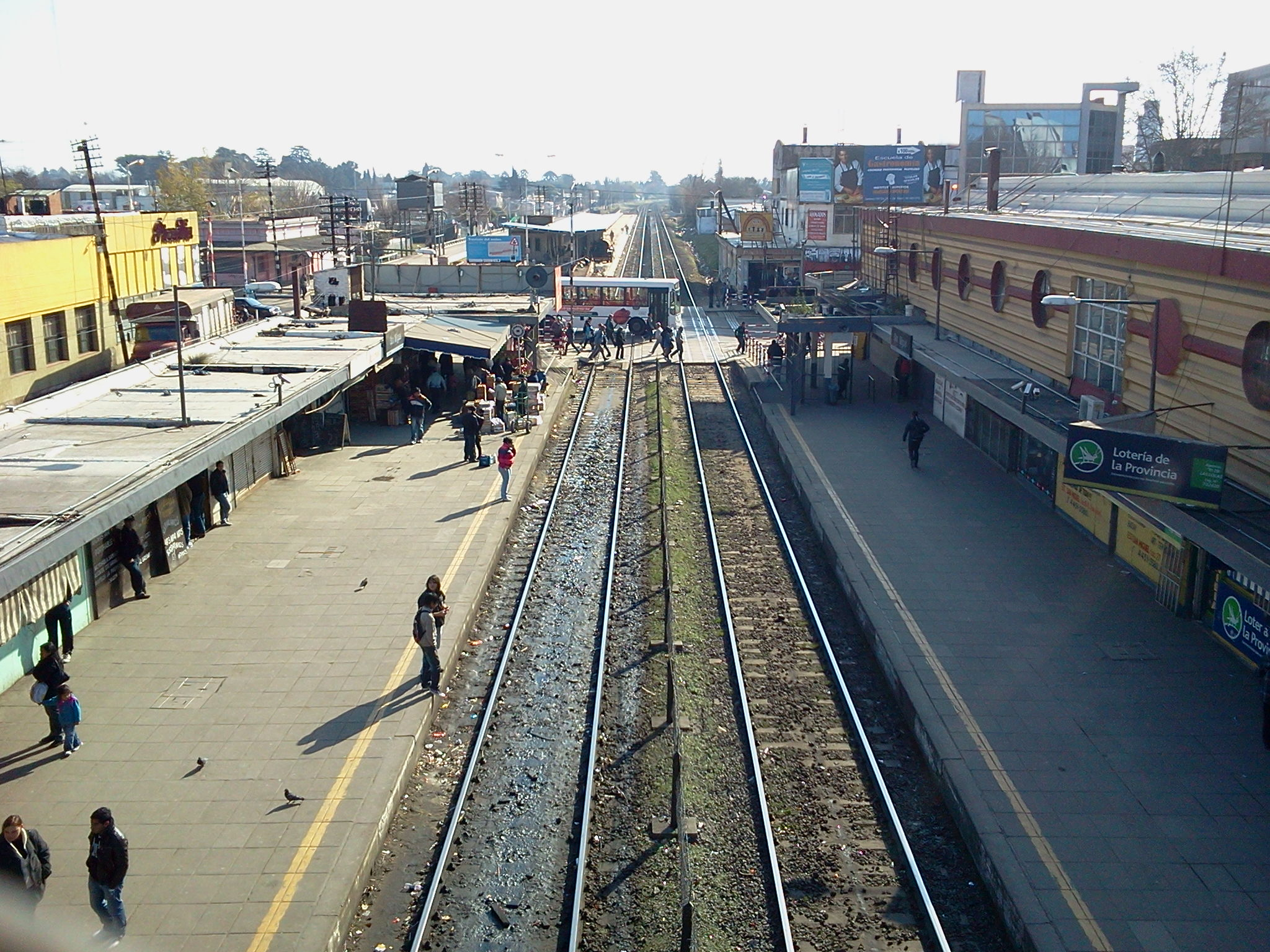
Stacja kolejowa San Miguel

## Opis
Miejscowość została założona 18 maja 1864 roku. W odległości 41 km od miasta, znajduje się aglomeracja i stolica kraju Buenos Aires. W mieście znajduje się węzeł drogowy-RP8 i RP23. Przez miasto przebiega też linia kolejowa. 

## Atrakcje turystyczne
- Botanical Garden Arturo E. Ragonese[2] - Ogród botaniczny,
- Catedral San Miguel Arcángel - Katedra Św. Michała

## Demografia
.